# Feigneux
Feigneux est une commune française située dans le département de l'Oise en région Hauts-de-France.

## Géographie

### Description

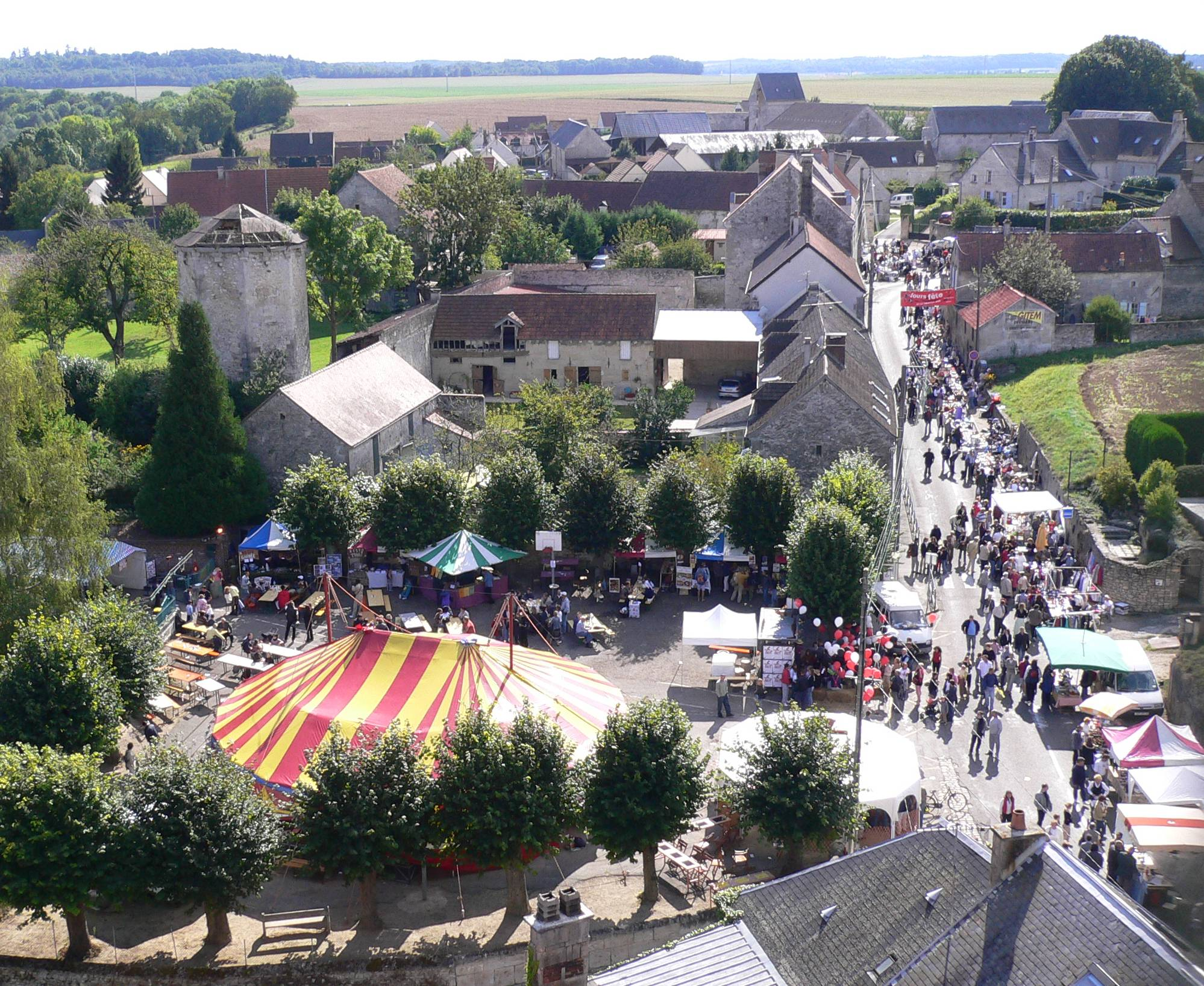
vue aérienne du village.

Feigneux est un village périurbain du Valois dans l'Oise surplombant la vallée de l'Automne, jouxtant par le nord-est Crépy-en-Valois, situé à 26 km à l'est de Senlis, 19 km au sud de Compiègne, 32 km au sud-ouest de Soissons, 34 km au nord de Meaux et 61 km au nord-est de Paris.
Feigneux est situé sur un plateau agricole coupé par deux vallons. Elle se compose d'un village-centre structuré par d'anciennes fermes patrimoniales à la jonction entre le plateau agricole et d'un vallon à haute valeur environnementale qui converge vers l'Automne, et d'un hameau « Morcourt » niché à l'ouest de la commune dans un vallon protégé.

### Communes limitrophes
Les communes limitrophes sont  Béthancourt-en-Valois, Crépy-en-Valois, Fresnoy-la-Rivière, Gilocourt, Morienval, Russy-Bémont et Séry-Magneval.
| Béthancourt-en-Valois | Fresnoy-la-Rivière | Bonneuil-en-Valois |
| Séry-Magneval         | Feigneux           |                    |
| Crépy-en-Valois       |                    | Russy-Bémont       |

### Géologie et relief
Le plateau est constitué par du calcaire recouvert d'une épaisse couche de limon, propice à l'agriculture.
Les vallons font apparaître le calcaire sur la pente, un niveau d'argiles de Laon qui contient une nappe perchée, et des sables sur le bas de versant. Le bas du vallon est recouvert de
formations alluviales récentes dont les faciès peuvent être tourbeux

### Hydrographie

#### Réseau hydrographique
La commune est située dans le bassin Seine-Normandie. Elle est drainée par l'Automne, le fossé du Marais de Feigneux et le ruisseau de Morcourt,,.
L'Automne, d'une longueur de 34 km, prend sa source dans la commune de Villers-Cotterêts et se jette  dans l'Oise (rive gauche) à Longueil-Sainte-Marie, après avoir traversé 19 communes.

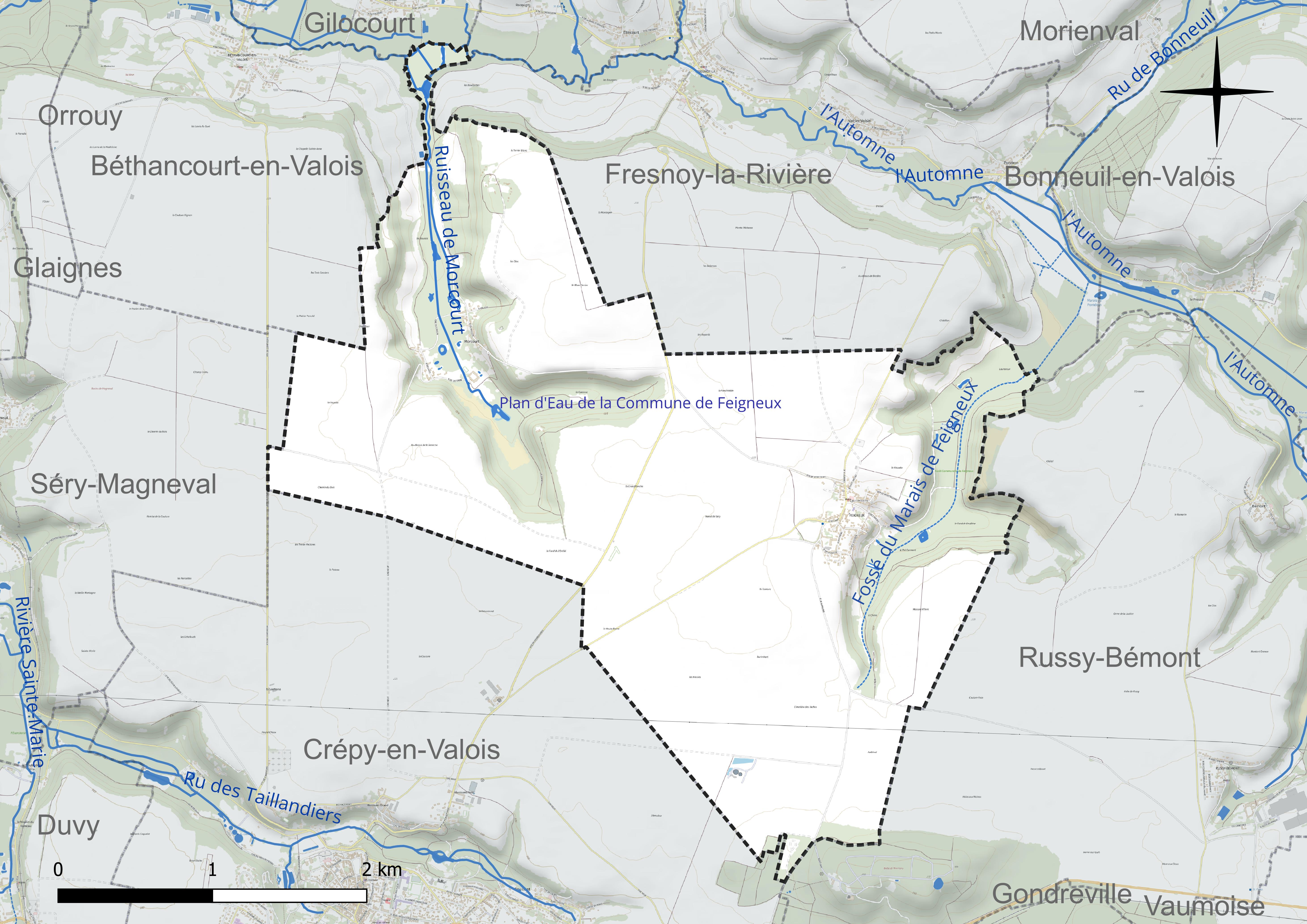
Réseau hydrographique de Feigneux.

Un plan d'eau complète le réseau hydrographique : le plan d'eau de la commune de Feigneux (0,7 ha),.

#### Gestion et qualité des eaux
Le territoire communal est couvert par le schéma d'aménagement et de gestion des eaux (SAGE) « Sensée ». Ce document de planification concerne un territoire de 287 km2 de superficie, délimité par le bassin versant de l'Automne. Le périmètre a été arrêté le 28 mai 1996 et le SAGE proprement dit a été approuvé le 16 décembre 2003 puis révisé le 10 mars 2016. La structure porteuse de l'élaboration et de la mise en œuvre est le syndicat d'aménagement et de gestion des eaux du Bassin Automne (S.A.G.E.B.A).
La qualité des cours d'eau peut être consultée sur un site dédié géré par les agences de l'eau et l'Agence française pour la biodiversité.

### Climat
Pour des articles plus généraux, voir Climat des Hauts-de-France et Climat de l'Oise.
En 2010, le climat de la commune est de type climat océanique dégradé des plaines du Centre et du Nord, selon une étude du CNRS s'appuyant sur une série de données couvrant la période 1971-2000. En 2020, Météo-France publie une typologie des climats de la France métropolitaine dans laquelle la commune est exposée à un climat océanique altéré et est dans la région climatique Nord-est du bassin Parisien, caractérisée par un ensoleillement médiocre, une pluviométrie moyenne régulièrement répartie au cours de l'année et un hiver froid (3 °C).
Pour la période 1971-2000, la température annuelle moyenne est de 10,7 °C, avec une amplitude thermique annuelle de 14,8 °C. Le cumul annuel moyen de précipitations est de 731 mm, avec 11,2 jours de précipitations en janvier et 8,8 jours en juillet. Pour la période 1991-2020, la température moyenne annuelle observée sur la station météorologique la plus proche, située sur la commune de Margny-lès-Compiègne à 20 km à vol d'oiseau, est de 11,2 °C et le cumul annuel moyen de précipitations est de 633,5 mm,. Pour l'avenir, les paramètres climatiques de la commune estimés pour 2050 selon différents scénarios d'émission de gaz à effet de serre sont consultables sur un site dédié publié par Météo-France en novembre 2022.

### Milieux naturels et biodiversité
Les deux vallons structurés par les rus de Morcourt  et de Feigneux constituent des milieux humides de grande qualité écologique, dont les marais, les espaces boisés, les prairies et les haies apportent une biodiversité et une richesse écologique considérables.  ils  constituent les deux grandes entités écologiques de la commune  répertoriés en ZNIEFF de type 1 et 2, en zone importante pour la conservation des oiseaux (ZICO) et zone spéciale de conservation (ZSC) (milieux et habitats à protéger).
La commune de Feigneux est concernée par une zone Natura 2000 : la SIC (Site d'Importance Communautaire) « Coteaux de la vallée de l'Automne » et est proche des zones de protection spéciale des forêts Picardes : Compiègne, Laigue, Ourscamp, ainsi que du massif forestier de Retz.
Une forêt communale existe sur les marais de Feigneux.

## Urbanisme

### Typologie
Au 1er janvier 2024, Feigneux est catégorisée commune rurale à habitat dispersé, selon la nouvelle grille communale de densité à sept niveaux définie par l'Insee en 2022.
Elle est située hors unité urbaine. Par ailleurs la commune fait partie de l'aire d'attraction de Paris, dont elle est une commune de la couronne,.

### Occupation des sols

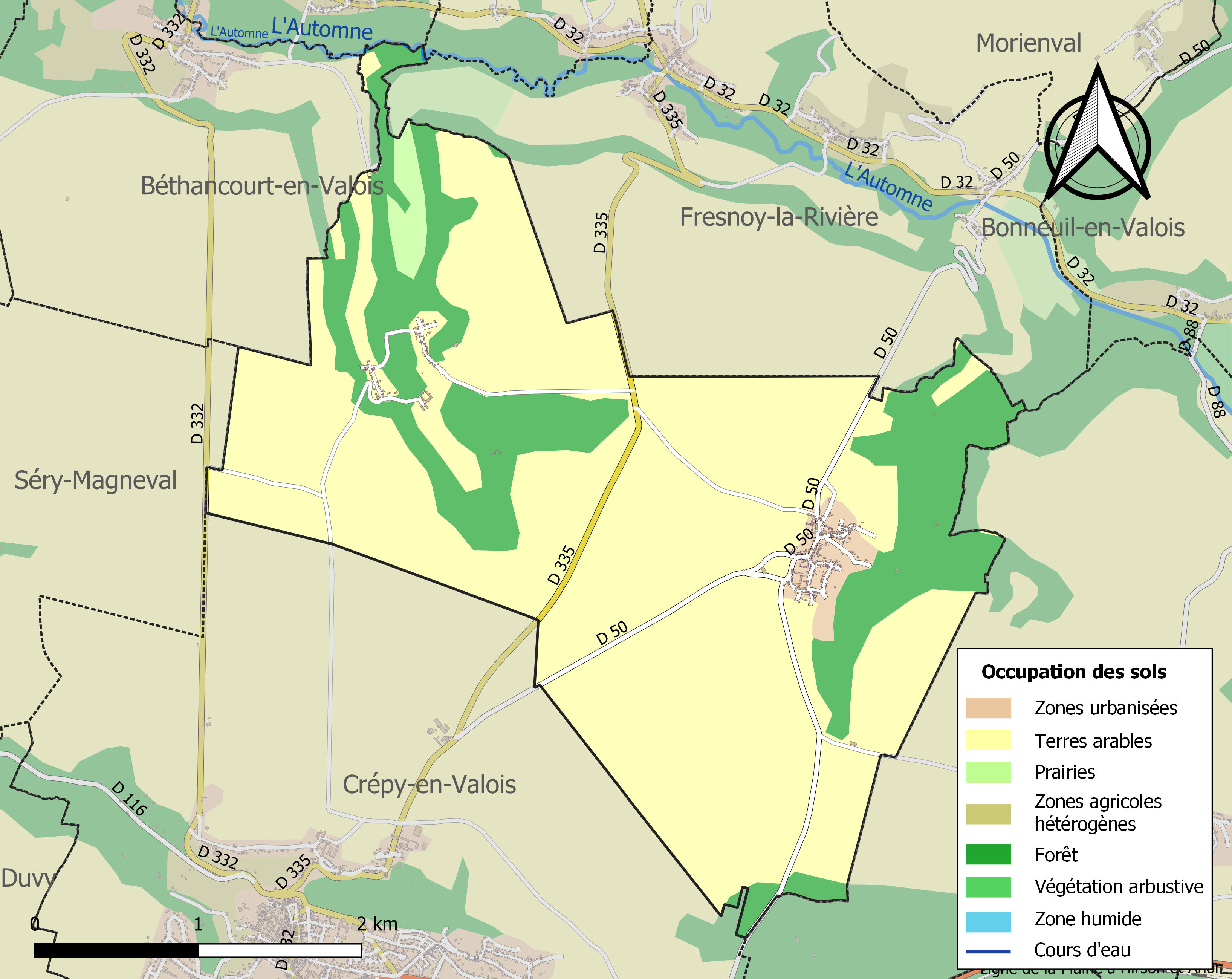
Carte des infrastructures et de l'occupation des sols de la commune en 2018 (CLC).

L'occupation des sols de la commune, telle qu'elle ressort de la base de données européenne d'occupation biophysique des sols Corine Land Cover (CLC), est marquée par l'importance des territoires agricoles (75,6 % en 2018), une proportion identique à celle de 1990 (75,6 %). La répartition détaillée en 2018 est la suivante : 
terres arables (74,3 %), forêts (22,2 %), zones urbanisées (2,2 %), prairies (1,3 %). L'évolution de l'occupation des sols de la commune et de ses infrastructures peut être observée sur les différentes représentations cartographiques du territoire : la carte de Cassini (XVIIIe siècle), la carte d'état-major (1820-1866) et les cartes ou photos aériennes de l'IGN pour la période actuelle (1950 à aujourd'hui).

### Lieux-dits, hameaux et écarts
La commune compte plusieurs hameaux ou écarts : Morcourt  et l'église de Bourgon qui était un hameau de Morcourt (commune indépendante avant 1825).

Morcourt
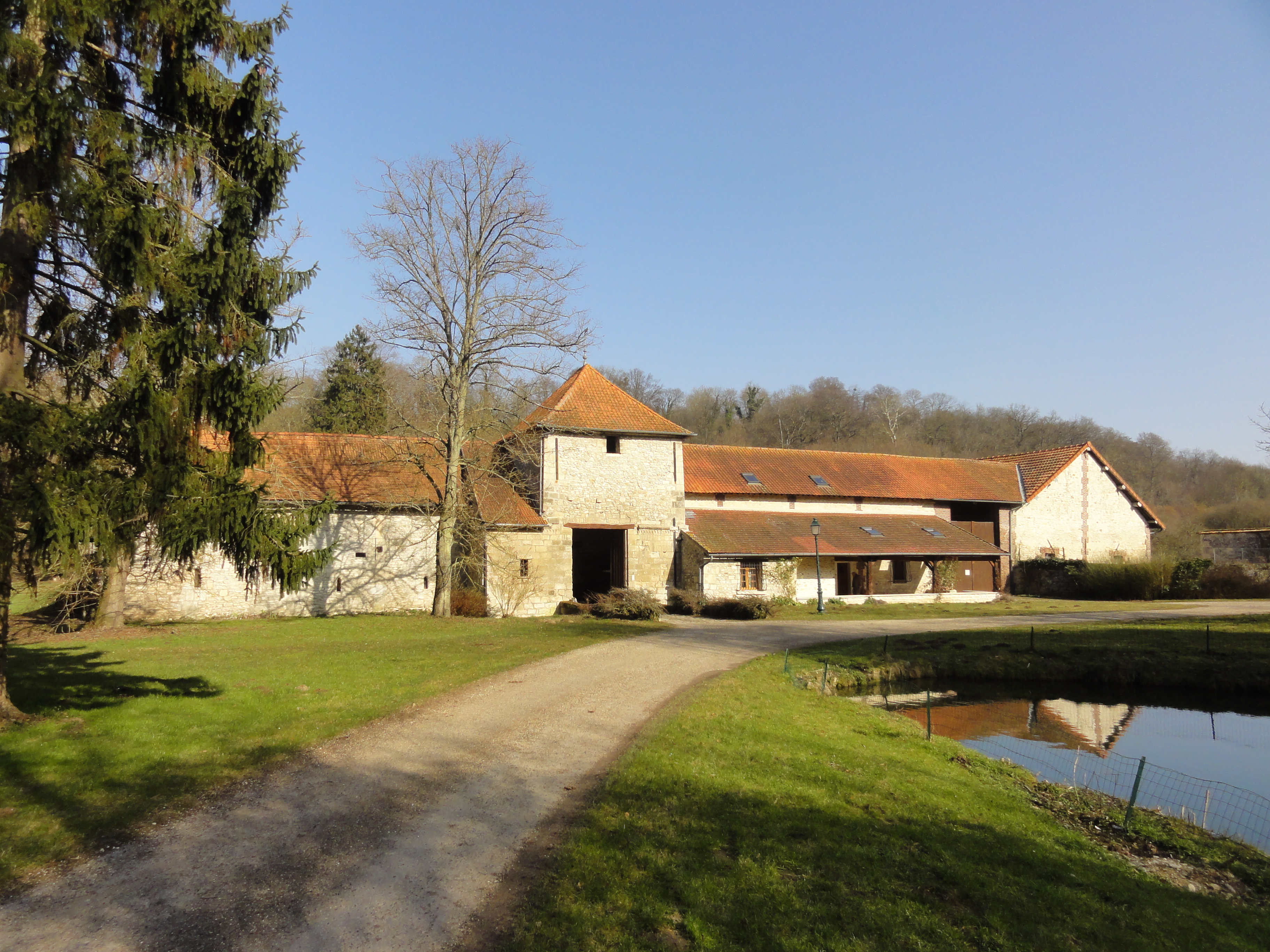
La ferme de Morcourt
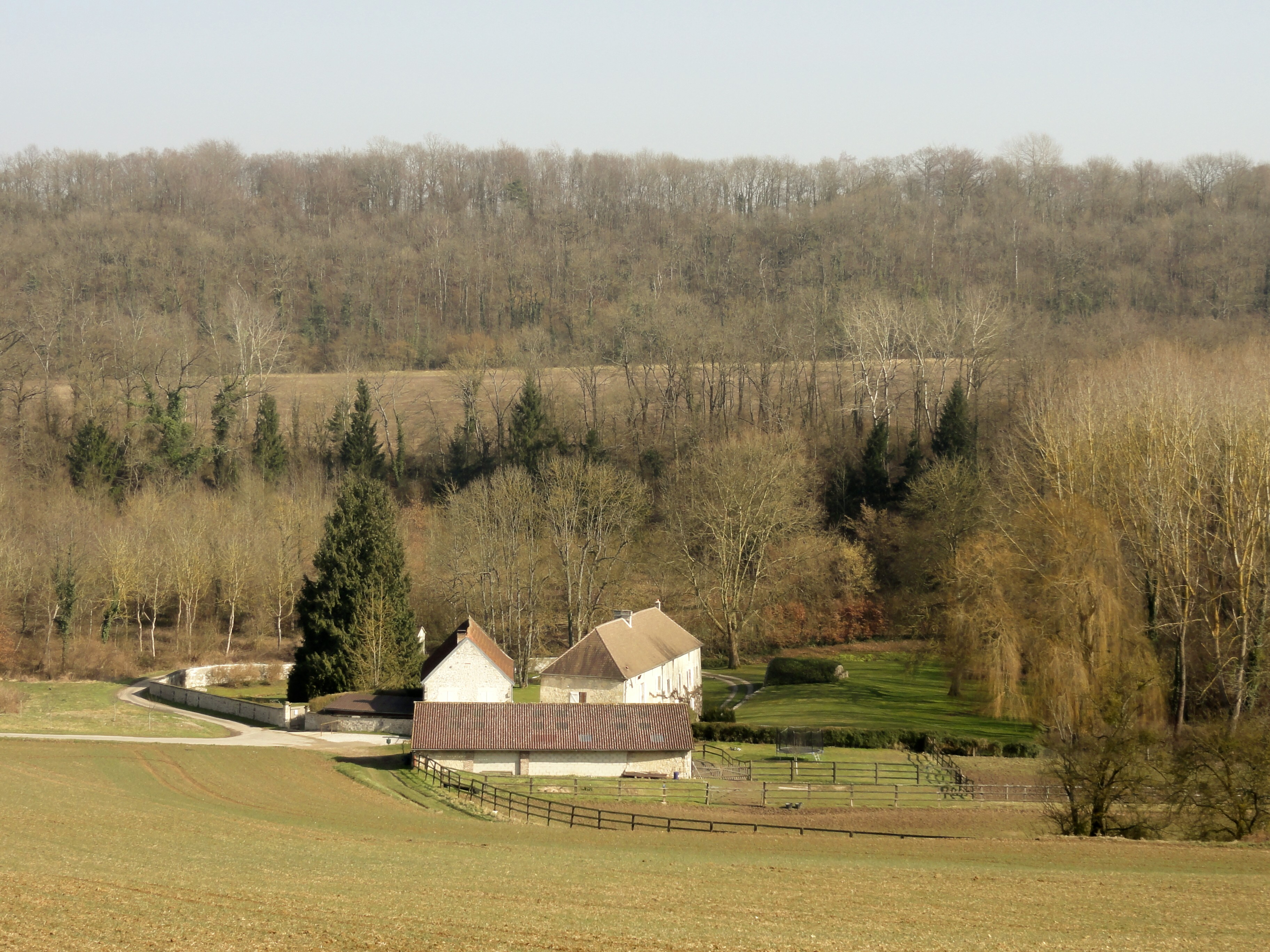
Le moulin de Morcourt

### Habitat et logement
En 2019, le nombre total de logements dans la commune était de 194, alors qu'il était de 191 en 2014 et de 178 en 2009.
Parmi ces logements, 89 % étaient des résidences principales, 5,8 % des résidences secondaires et 5,2 % des logements vacants. Ces logements étaient pour 93,7 % d'entre eux des maisons individuelles et pour 6,3 % des appartements.
Le tableau ci-dessous présente la typologie des logements à Feigneux en 2019 en comparaison avec celle de l'Oise et de la France entière. Une caractéristique marquante du parc de logements est ainsi une proportion de résidences secondaires et logements occasionnels (5,8 %) supérieure à celle du département (2,4 %) et à celle de la France entière (9,7 %). Concernant le statut d'occupation de ces logements, 88,1 % des habitants de la commune sont propriétaires de leur logement (86,3 % en 2014), contre 61,4 % pour l'Oise et 57,5 pour la France entière.
| Typologie                                               | Feigneux | Oise | France entière |
| ------------------------------------------------------- | -------- | ---- | -------------- |
| Résidences principales (en %)                           | 89       | 90,4 | 82,1           |
| Résidences secondaires et logements occasionnels (en %) | 5,8      | 2,4  | 9,7            |
| Logements vacants (en %)                                | 5,2      | 7,1  | 8,2            |

### Voies de communication et transports
Desservie par les routes départementales DR 335 et 50, Feigneux est tangenté à l'ouest par l'ancienne route nationale 332 (actuelle Rd 932) et est aisément accessible au sud par l'ancienne Route nationale 324 (actuelle RD 1324).
Le sentier de grande randonnée GR11B passe au nord-est du village, à la hauteur du marais de Feigneux.
La station de chemin de fer la plus proche est la gare de Crépy-en-Valois desservie par des trains TER Hauts-de-France, qui effectuent des missions entre les gares de Paris-Nord et de Laon ainsi qu'entre celles de Crépy-en-Valois et de Laon. C'est également une gare terminus de la ligne K du réseau Transilien Paris-Nord.
La commune est desservie, en 2023, par les lignes 656, 657 et 6444 du réseau interurbain de l'Oise.

## Toponymie
Les attestations anciennes du nom correspondant à Feigneux sont : Finiacum, Fenil (1118), Finiciae (1145), Feniciae (1156), Fenicus (1162), Fenix (1179), Figneux, Feigneuls.
De l'oïl fenil « grenier à foin », d'abord au singulier, puis au pluriel.
Pour Morcourt : Morocurtis, Morcuria, Morocurtum, Mohericurz (1029), Morrencourt (1269), Mortcourt, Morvecourt, Maurecourt, Morucourt, Mourecourt.

## Histoire

### Préhistoire
L'occupation du lieu est ancienne, puisque les grottes sépulcrales situées dans la vallée remontent à  l'Âge du bronze.

### Antiquité
Sur le plateau ont été retrouvés des vestiges datant probablement de l'époque gallo-romaine probablement liées à l'activité agricole.

### Moyen Âge
Selon Louis Graves, « ce lieu dépendait du comté de Crépy, et devait foi et hommage à l'évêque de Senlis ; Philippe-Auguste en échangea les dîmes et celles de plusieurs autres lieux en 1215 avec l'évêque Guérin, centre le patronage de la collégiale de Saint-Thomas
La seigneurie appartint à la maison Durand de Villegagnon ».
En ce qui concerne Morcourt, il indique qu'il  « appartenait à la maison de Nanteuil issue de celle de Crépy ; c'est l'une des terres que Gautier-le-blanc sépara vers 1030 du comté pour être donnée avec le donjon à Thibault son deuxième fils. Le château servit longtemps de maison de plaisance aux seigneurs de Nanteuil.
Le juge de Morcourt avait droit de siéger à Crépy le samedi de chaque semaine, à l'issue de l'audience ordinaire du bailliage, en un lieu près l'auditoire appelé la pierre du Donjon ; les officiers du
bailliage étaient obligés de lui prêter main-forte pour l'exécution des sentences.
La seigneurie appartint plus tard avec Feigneux à la maison de Villegagnon. La terre était regardée comme une vicomté à cause de l'écart de Bourgon hameau très voisin , qui portait ce titre. L'ancien manoir flanqué de tourelles, entouré d'eau, est aujourd'hui [en 1843] une ferme; les propriétaires s'intitulaient vicomtes de Bourgon, seigneurs de Morcourt, Feigneeux, Pontdron, Gillocourt, Bettancourt, Hazemont et autres lieux ».
En 1778, l'abbé Garnier de l'abbaye Notre-Dame de Lieu-Restauré  de Bonneuil-en-Valois donne à Feigneux une maison pour servir d'école.

### Époque contemporaine
La commune de Morcourt, instituée par la Révolution française, est  réunie à la commune de Feigneux par une  ordonnance royale du 31 mars 1825.
Le cadastre de 1826 montre le rôle alors majeur de l'agriculture, avec trois grandes fermes fermées, et alors que le tissu villageois actuel n'existe pas encore.
En 1843, la commune compte un moulin à eau et des carrières.

#### Seconde Guerre mondiale
Pendant l'occupation allemande, dans la nuit du 28 au 29 juin 1944, un bombardier anglais Halifax ZA-W qui revenait d'un raid sur la gare de triage de Metz est abattu dans le ciel de Feigneux par un chasseur de nuit allemand. À son bord, 7 membres d'équipage périssent, n'ayant, selon les dires de l'abbé Henriot, curé de Morienval desservant Feigneux, pas pu s'éjecter à une hauteur suffisante pour survivre à leur chute. L'avion s'écrase à la garenne de Morcourt, à quelques kilomètres de Feigneux.
À l'aube, Mme Elisabeth Huraux qui avait observé la scène la veille se met en quête de survivants, et ne peut que constater le décès des aviateurs, identifiés ensuite comme étant M. Livesey, J.R. Sissons, A.G. Rhodes, T.G. Evans, L.W. Hughes, W. Tudberry et K.E. Chandler, tous Canadiens faisant partie du No. 10 Squadron RAF. Peu après, les soldats allemands arrivent et interdisent à quiconque d'approcher du site.
Malgré le danger que représentait le fait de montrer de l'empathie envers les forces anglaises, Mme Huraux demande au Commandement militaire allemand de l'Oise le 29 juin 1944 qu'un enterrement digne soit mené. Elle parvient à convaincre la kommandantur de l'autoriser à inhumer les corps des soldats, sous la condition que seuls les porteurs, le prêtre, le maire du village et elle-même assistent à la cérémonie.
Plus de 70 ans plus tard, la place du village est baptisée place Élisabeth-Huraux en l'hommage de cet acte de compassion et d'humanité.

## Politique et administration

### Rattachements administratifs et électoraux

#### Rattachements administratifs
La commune se trouve  dans l'arrondissement de Senlis du département de l'Oise.
Elle faisait partie depuis 1801 du canton de Crépy-en-Valois. Dans le cadre du redécoupage cantonal de 2014 en France, cette circonscription administrative territoriale a disparu, et le canton n'est plus qu'une circonscription électorale.

#### Rattachements électoraux
Pour les élections départementales, la commune fait partie depuis 2014 d'un nouveau canton de Crépy-en-Valois
Pour l'élection des députés, elle fait partie de la cinquième circonscription de l'Oise.

### Intercommunalité
Feigneux est  membre de la communauté de communes du Pays de Valois, un établissement public de coopération intercommunale (EPCI) à fiscalité propre créé fin 1998  et auquel la commune a transféré un certain nombre de ses compétences, dans les conditions déterminées par le code général des collectivités territoriales.

## Équipements et services publics

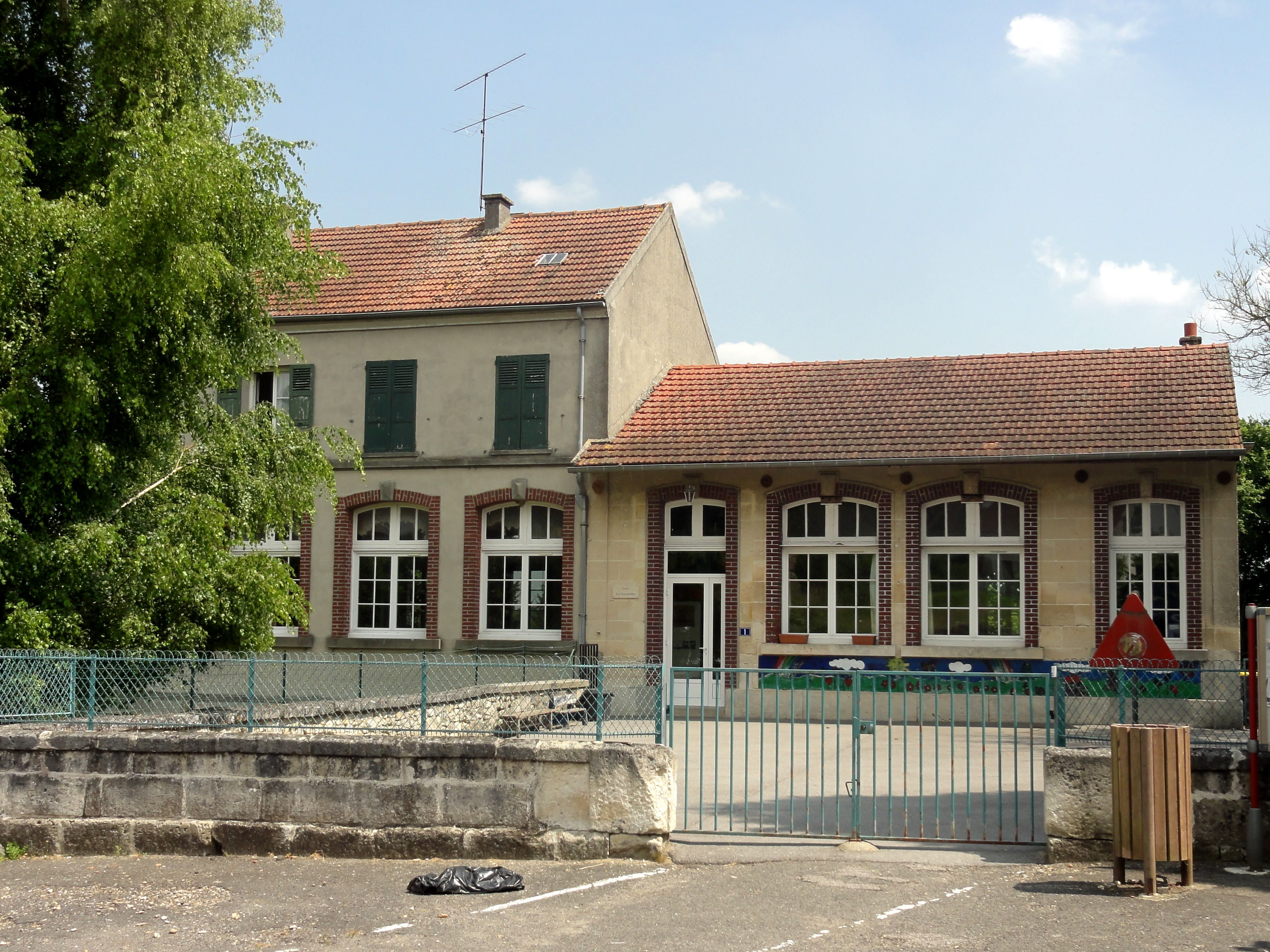
L'école.

### Liste des maires
| Période                                  | Période                        | Identité            | Étiquette | Qualité                                                                                            |
| ---------------------------------------- | ------------------------------ | ------------------- | --------- | -------------------------------------------------------------------------------------------------- |
| Les données manquantes sont à compléter. |                                |                     |           | |
| 1971                                     |                                | Pierre Grimaud      |           | |
| 1974                                     |                                | Jean-Claude Huraux  |           | |
| 1977                                     | 1983                           | Pierre Grimaud      | PCF       | |
| 1983                                     | 1995                           | Gérard Douchet      |           | |
| 1995                                     | 2001                           | Alain Aubigny       |           | |
| mars 2001                                | 2008                           | Pascal Étain        |           | |
| mars 2008                                | 2014                           | Catherine Brillon   |           | |
| 2014                                     | novembre 2021                  | Véronique Cavaletti | DVD       | Assistante de direction Conseillère départementale de Crépy-en-Valois (2021 → 2021) Démissionnaire |
| novembre 2021                            | août 2023                      | Frédéric Oly        |           | Artisan Démissionnaire                                                                             |
| octobre 2023                             | En cours (au 30 novembre 2023) | Véronique Cavaletti |           | Assistante de direction                                                                            |

| Période                                  | Période          | Identité                            | Étiquette | Qualité                   |
| ---------------------------------------- | ---------------- | ----------------------------------- | --------- | ------------------------- |
| Les données manquantes sont à compléter. |                  |                                     |           |                           |
| 1793                                     |                  | Joseph Deneufmaison                 |           |                           |
| mars 1794                                |                  | Firmin Potonnier                    |           |                           |
| décembre 1795                            |                  | François-Xavier-Antoine Voirin      |           |                           |
| décembre 1798                            |                  | Joseph Deneufmaison                 |           |                           |
| avril 1799                               | 30 décembre 1815 | Jacques-Honoré Hurjot               |           | Décédé en fonction        |
| 30 décembre 1815                         |                  | Nicolas-François-Alexandre Chatelin |           | Adjoint faisant fonction  |
| janvier 1817                             | 31 mars 1825     | Nicolas-François-Alexandre Chatelin |           | Dernier maire de Morcourt |

## Population et société

### Démographie

#### Évolution démographique
L'évolution du nombre d'habitants est connue à travers les recensements de la population effectués dans la commune depuis 1793. Pour les communes de moins de 10 000 habitants, une enquête de recensement portant sur toute la population est réalisée tous les cinq ans, les populations de référence des années intermédiaires étant quant à elles estimées par interpolation ou extrapolation. Pour la commune, le premier recensement exhaustif entrant dans le cadre du nouveau dispositif a été réalisé en 2007.

En 2022, la commune comptait 451 habitants, en évolution de +3,2 % par rapport à 2016 (Oise : +0,87 %, France hors Mayotte : +2,11 %).
| 1793 | 1800 | 1806 | 1821 | 1831 | 1836 | 1841 | 1846 | 1851 |
| ---- | ---- | ---- | ---- | ---- | ---- | ---- | ---- | ---- |
| 218  | 197  | 237  | 237  | 343  | 331  | 330  | 342  | 325  |

| 1856 | 1861 | 1866 | 1872 | 1876 | 1881 | 1886 | 1891 | 1896 |
| ---- | ---- | ---- | ---- | ---- | ---- | ---- | ---- | ---- |
| 314  | 320  | 326  | 310  | 330  | 351  | 345  | 318  | 316  |

| 1901 | 1906 | 1911 | 1921 | 1926 | 1931 | 1936 | 1946 | 1954 |
| ---- | ---- | ---- | ---- | ---- | ---- | ---- | ---- | ---- |
| 324  | 277  | 291  | 274  | 308  | 313  | 270  | 243  | 243  |

| 1962 | 1968 | 1975 | 1982 | 1990 | 1999 | 2006 | 2007 | 2012 |
| ---- | ---- | ---- | ---- | ---- | ---- | ---- | ---- | ---- |
| 241  | 225  | 224  | 254  | 425  | 468  | 435  | 430  | 446  |

| 2017 | 2022 | - | - | - | - | - | - | - |
| ---- | ---- | - | - | - | - | - | - | - |
| 427  | 451  | - | - | - | - | - | - | - |

#### Pyramide des âges
La population de la commune est relativement jeune.
En 2018, le taux de personnes d'un âge inférieur à 30 ans s'élève à 32,3 %, soit en dessous de la moyenne départementale (37,3 %). À l'inverse, le taux de personnes d'âge supérieur à 60 ans est de 19,2 % la même année, alors qu'il est de 22,8 % au niveau départemental.
En 2018, la commune comptait 228 hommes pour 199 femmes, soit un taux de 53,4 % d'hommes, largement supérieur au taux départemental (48,89 %).
Les pyramides des âges de la commune et du département s'établissent comme suit.
| Hommes | Classe d’âge | Femmes |
| ------ | ------------ | ------ |
| 0,0    | 90 ou +      | 0,0    |
| 4,0    | 75-89 ans    | 5,2    |
| 15,2   | 60-74 ans    | 13,8   |
| 28,4   | 45-59 ans    | 32,5   |
| 15,6   | 30-44 ans    | 21,3   |
| 16,6   | 15-29 ans    | 13,0   |
| 20,2   | 0-14 ans     | 14,2   |

| Hommes | Classe d’âge | Femmes |
| ------ | ------------ | ------ |
| 0,5    | 90 ou +      | 1,4    |
| 5,5    | 75-89 ans    | 7,6    |
| 15,6   | 60-74 ans    | 16,3   |
| 20,8   | 45-59 ans    | 20     |
| 19,4   | 30-44 ans    | 19,4   |
| 17,6   | 15-29 ans    | 16,2   |
| 20,6   | 0-14 ans     | 19,1   |

### Manifestations culturelles et festivités
Jours de fête est un festival participatif et éco-citoyen qui a lieu tous les ans depuis 2003 au mois de septembre. Chaque année le festival s'axe autour d'une thématique de société et la décline de manières diverses sous un regard qui se veut décalé et convivial. Aussi, elle s'organise sous la forme de spectacles de rue (souvent participatifs) , de concerts, d'une brocante qui s'étend sur toute la longueur du village et de fanfares qui déambulent sur toute la fête. Elle est en outre jalonnée d'associations aux finalités variées comme Amnesty International, Greenpeace ou encore Action contre la faim mais aussi des associations locales comme Projet Sefrou, Automne Village ou Les Déjantés.
Le festival, dont la 16e édition a eu lieu en septembre 2019, accueille en moyenne 8 000 à 12 000 personnes sur le week-end,.

### Vie associative
Ce petit village de l'Oise s'illustre par son dynamisme sur le plan culturel et social. En effet, grâce, entre autres à sa MJC située dans bâtisse acquise à un agriculteur vers 1983 par la municipalité communiste de Pierre Grimaud qui souhaitait éviter que Feigneux se transforme en village-dortoir, celui-ci possède un rayonnement local significatif pour une si petite commune, qui passe en outre par l'organisation de Cafés citoyens , de spectacles divers et variés, de brocantes, et du festival Jours de fête.

## Culture locale et patrimoine

### Lieux et monuments

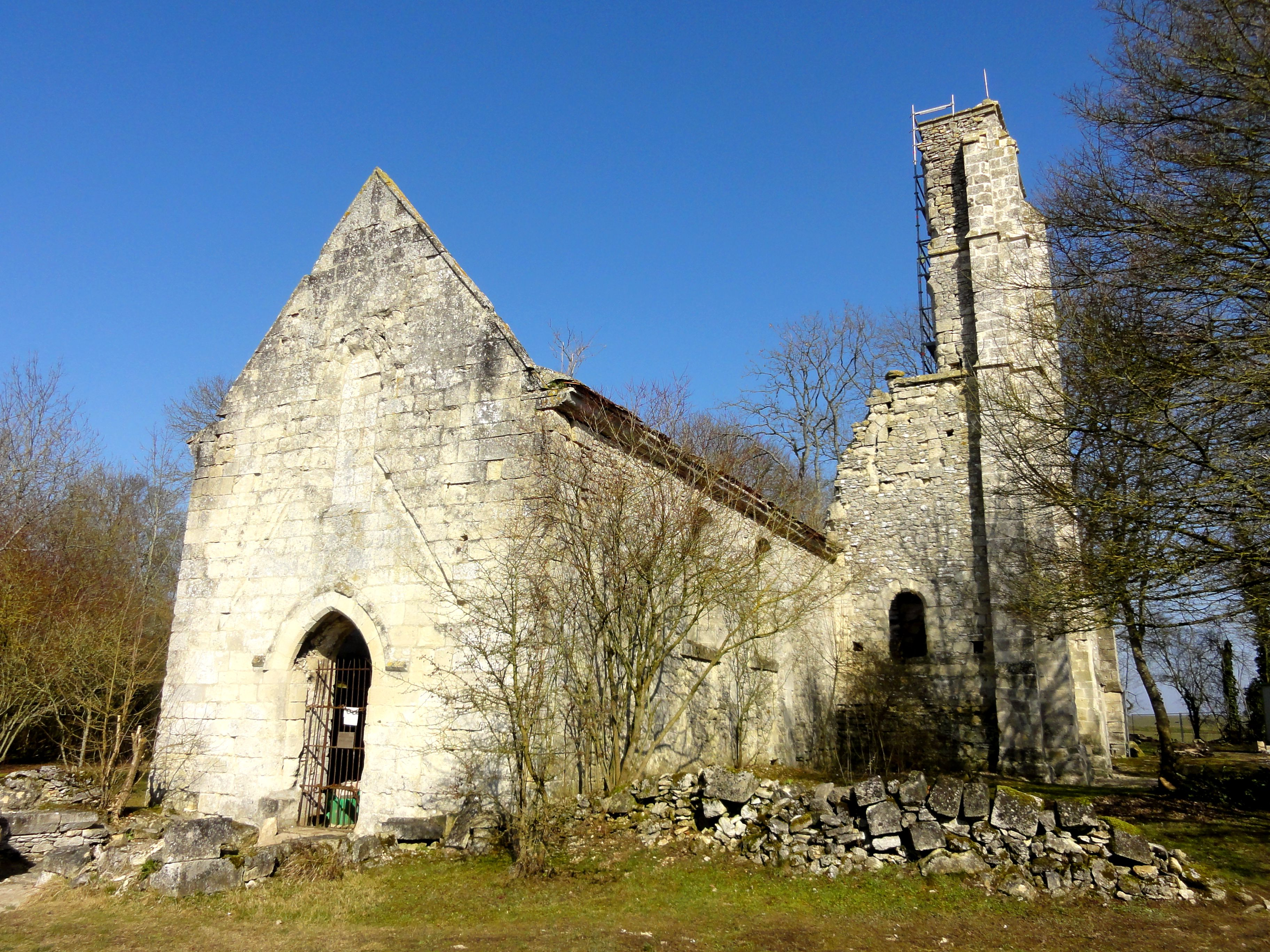
Église de Morcourt.

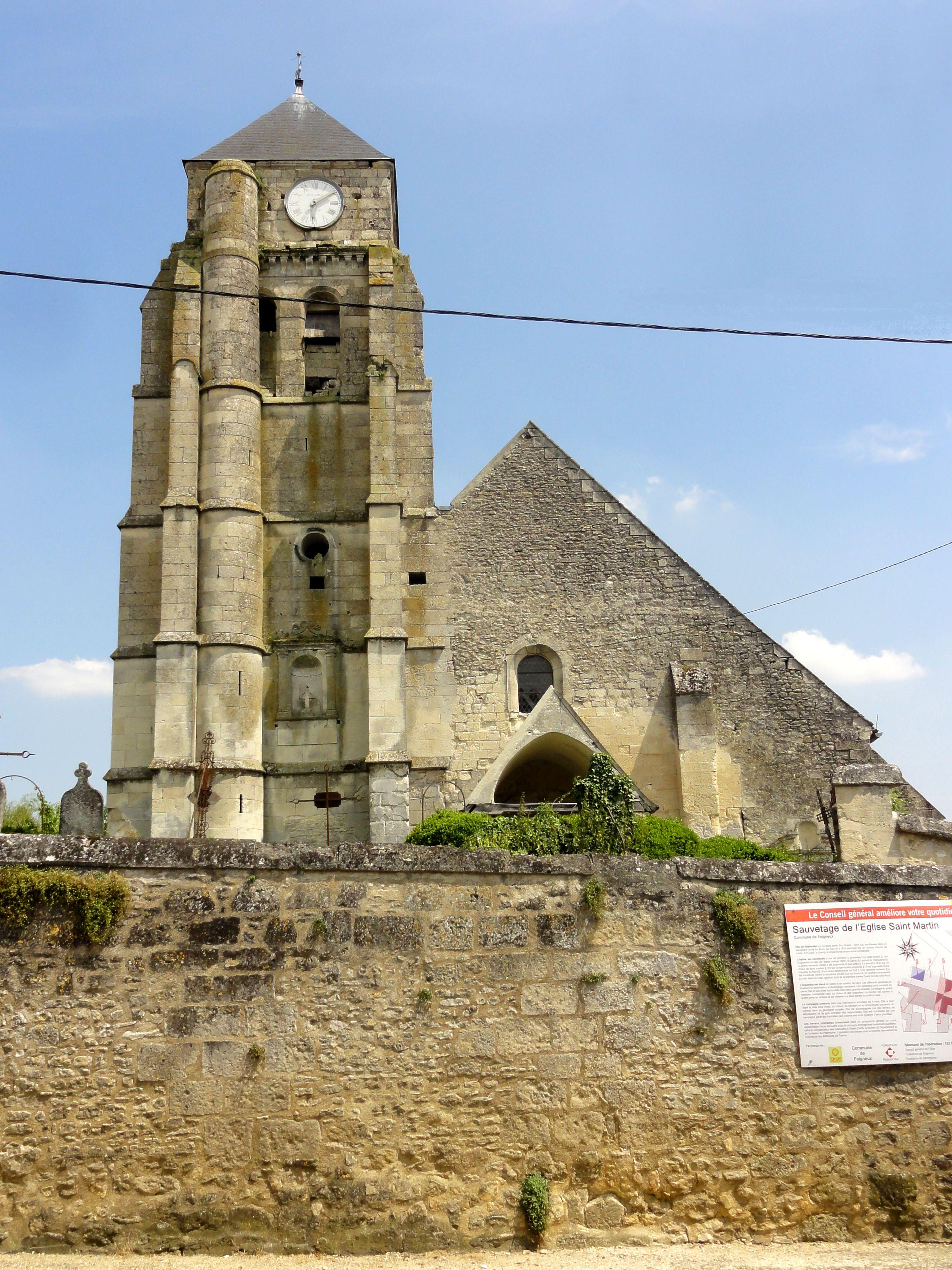
Église Saint-Martin.

Feigneux compte deux monuments historiques sur son territoire :
- Ruines de l'église Notre-Dame de Morcourt (inscrites monument historique en 1927[43]). C'était initialement l'église Saint-Étienne du village de Bourgon, détruit par une chevauchée guerrière, vers 1375, au cours de la guerre de Cent Ans. 
Restaurée et dotée d'un nouveau choeur pentagonal ainsi que d'un clocher construit sur une partie du soubassement du XIIIe siècle, elle devient en 1516 l'église paroissiale de Morcourt, dédiée à Notre-Dame[44]. 
En 1811, après qu'une tornade a ravagé l'église de Feigneux, les autorités religieuses autorisent la « déconstruction » de l'église de Bourgon-Morcourt afin de restaurer celle de Feigneux[réf. souhaitée].
- Grotte sépulcrale du Larris Goguet (classée monument historique en 1970[45]) : Il s'agit d'un monument archéologique datant du néolithique.

On peut également signaler :
- Église Saint-Martin de Feigneux, au bourg, Grande-Rue (RD 50), édifiée sur une butte d'environ trois mètres de hauteur et entourée du cimetière  : 
Sa partie la plus ancienne, la façade occidentale de la nef, remonte au premier quart du XIIe siècle. Le reste de la nef n'est pas visible depuis l'extérieur. Les trois voûtes de la nef datent de 1641, et l'espace intérieur affiche le style de la Renaissance. 
Le sanctuaire primitif a été complètement démoli à la fin du XIIe siècle et remplacé par le chœur gothique actuel, qui se compose d'une travée droite et d'une abside à pans coupés. Avant la fin même de la guerre de Cent Ans, l'église est agrandie par l'adjonction d'un croisillon et d'un bas-côté du côté nord. La première travée de ce bas-côté est la base du clocher, qui a dû être entamé à la même époque. 
Environ un siècle plus tard, un croisillon et un bas-côté furent ajoutés au sud. Seul le croisillon est voûté dans un premier temps. L'inscription sur un vitrail aujourd'hui disparu renseignait la date de 1537. En 1646, deux ans avant la Fronde, le clocher est exhaussé par la construction d'une chambre de guet avec cheminée. Si ce dernier ajout est nuisible à l'esthétique de la tour, l'église Saint-Martin constitue, dans son ensemble, un édifice de qualité remarquable pour son architecture, tenant compte de l'économie de moyens dans un petit village rural. Mais elle est surtout connue pour représenter l'une des très rares églises fortifiées de la région. 
Elle abrite en outre un mobilier riche et varié, ce qui ajoute à son intérêt[46],[47],[23]
En mauvais état, elle bénéficie d'une campagne de financement subventionnée par la fondation du Patrimoineen 2010-2012, qui a permis une campagne de travaux[48].

- Marronnier planté en 1896 rue de Bapaume, pour affirmer le caractère public de la petite place[49].
- Le pigeonnier de la ferme de Feigneux, au cœur de village, et qui contribue à marquer la silhouette du village[49].
- La prison, destinée à se protéger des vagabonds[50].
- La remise de la pompe à incendie, construite en 1853 pour abriter la pompe achetée à grand peine[50].

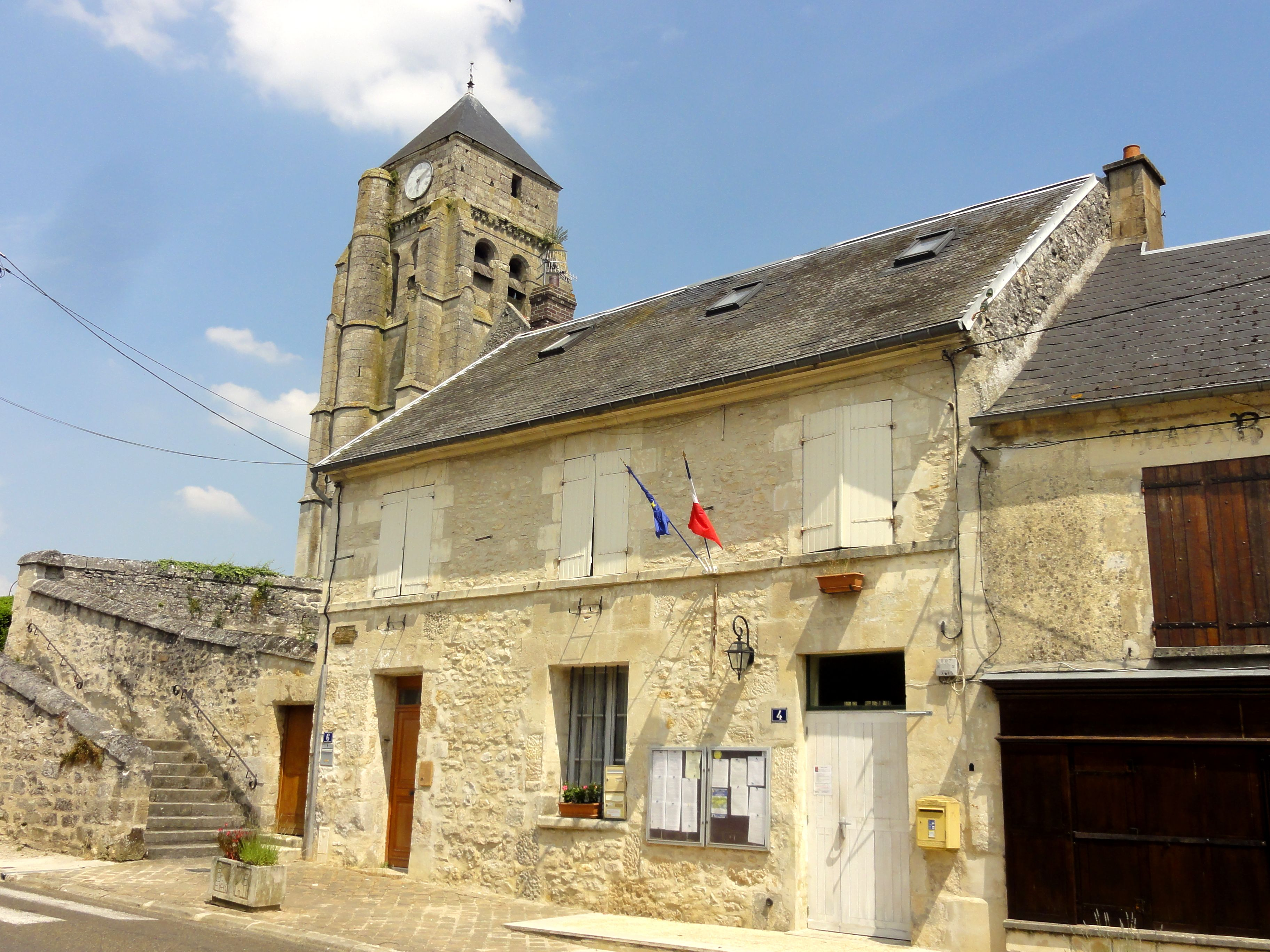
La mairie et l'église.
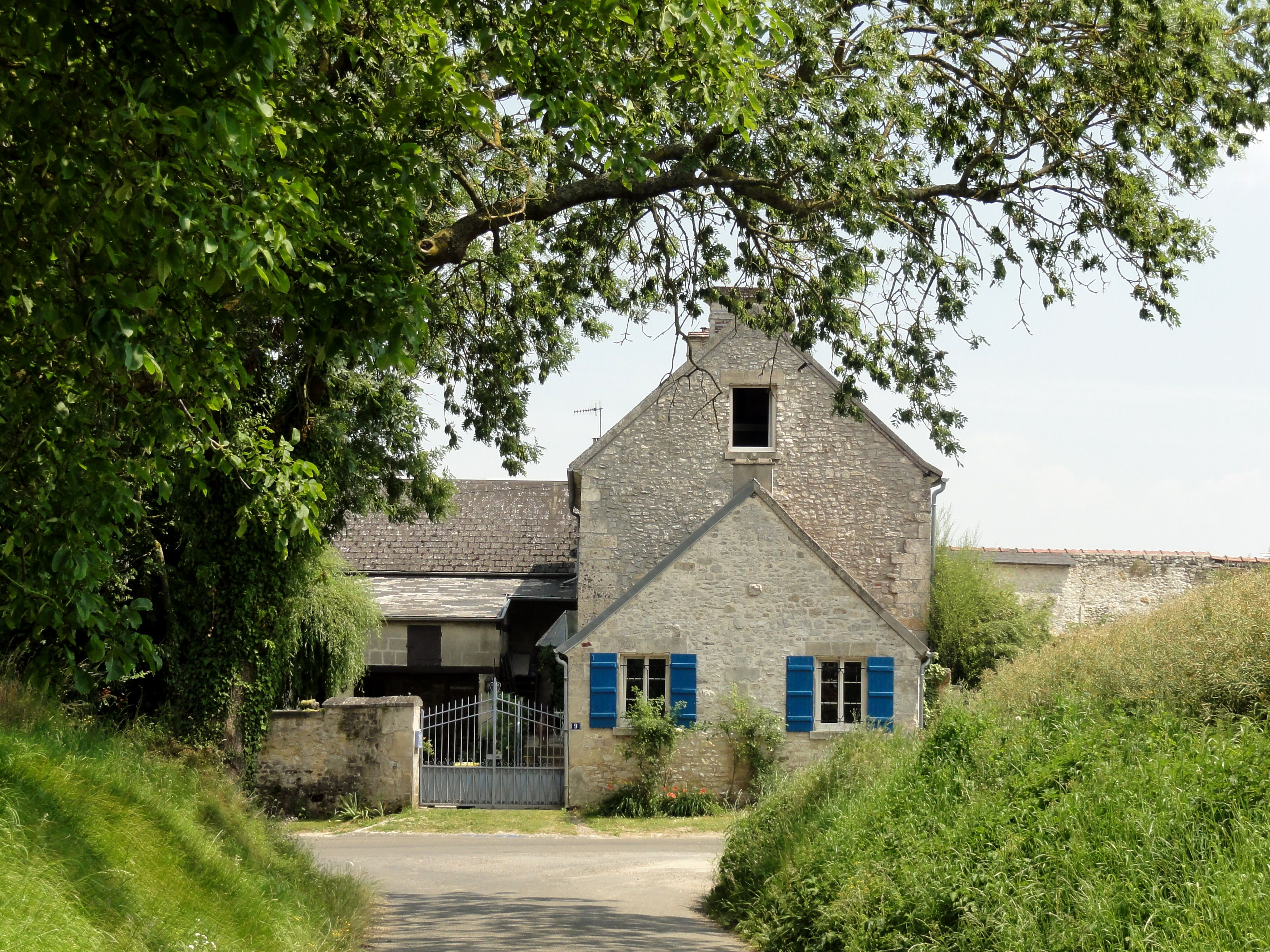
Ferme, rue de Bapaume.
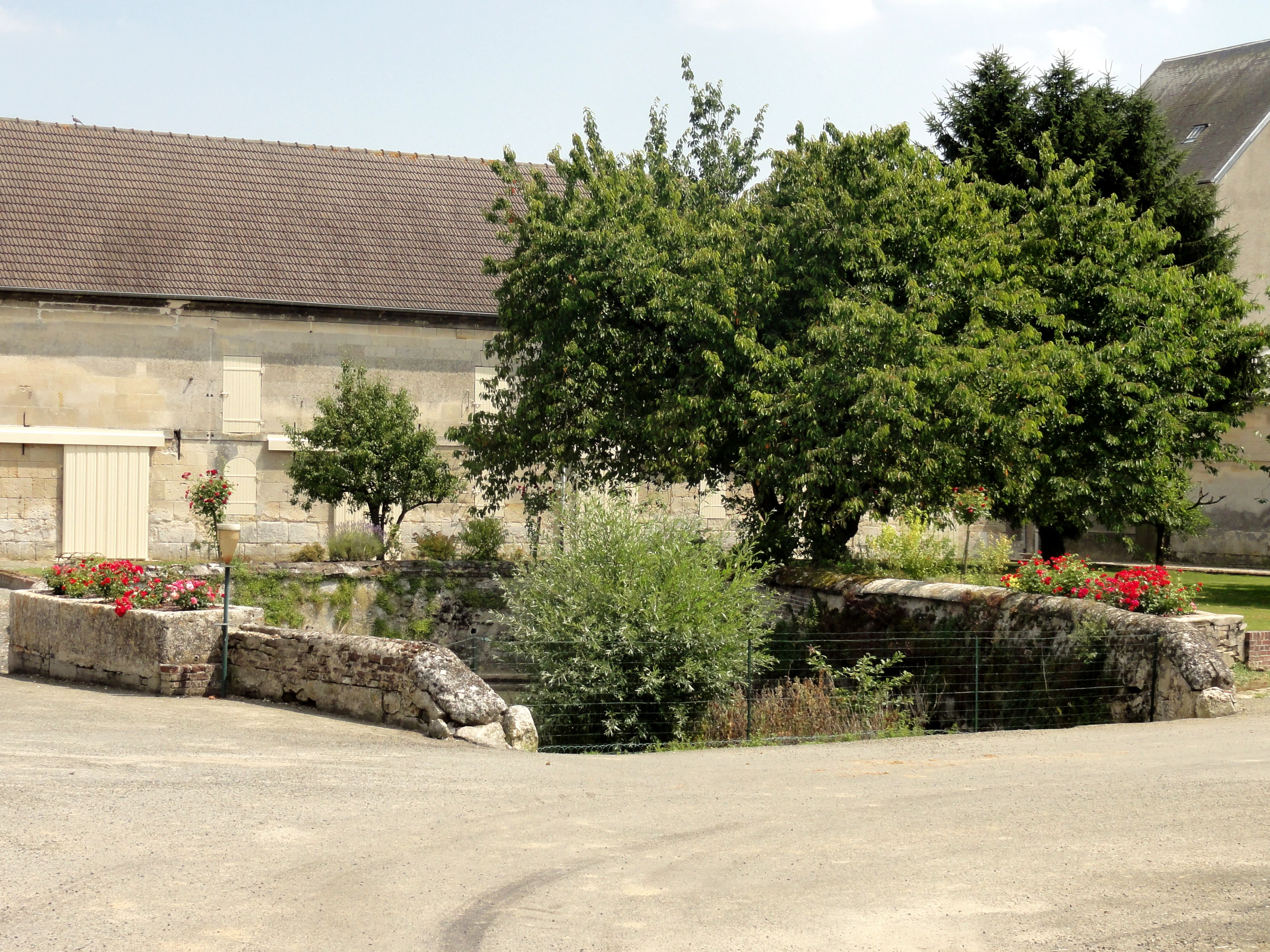
Abreuvoir d'une grande ferme.
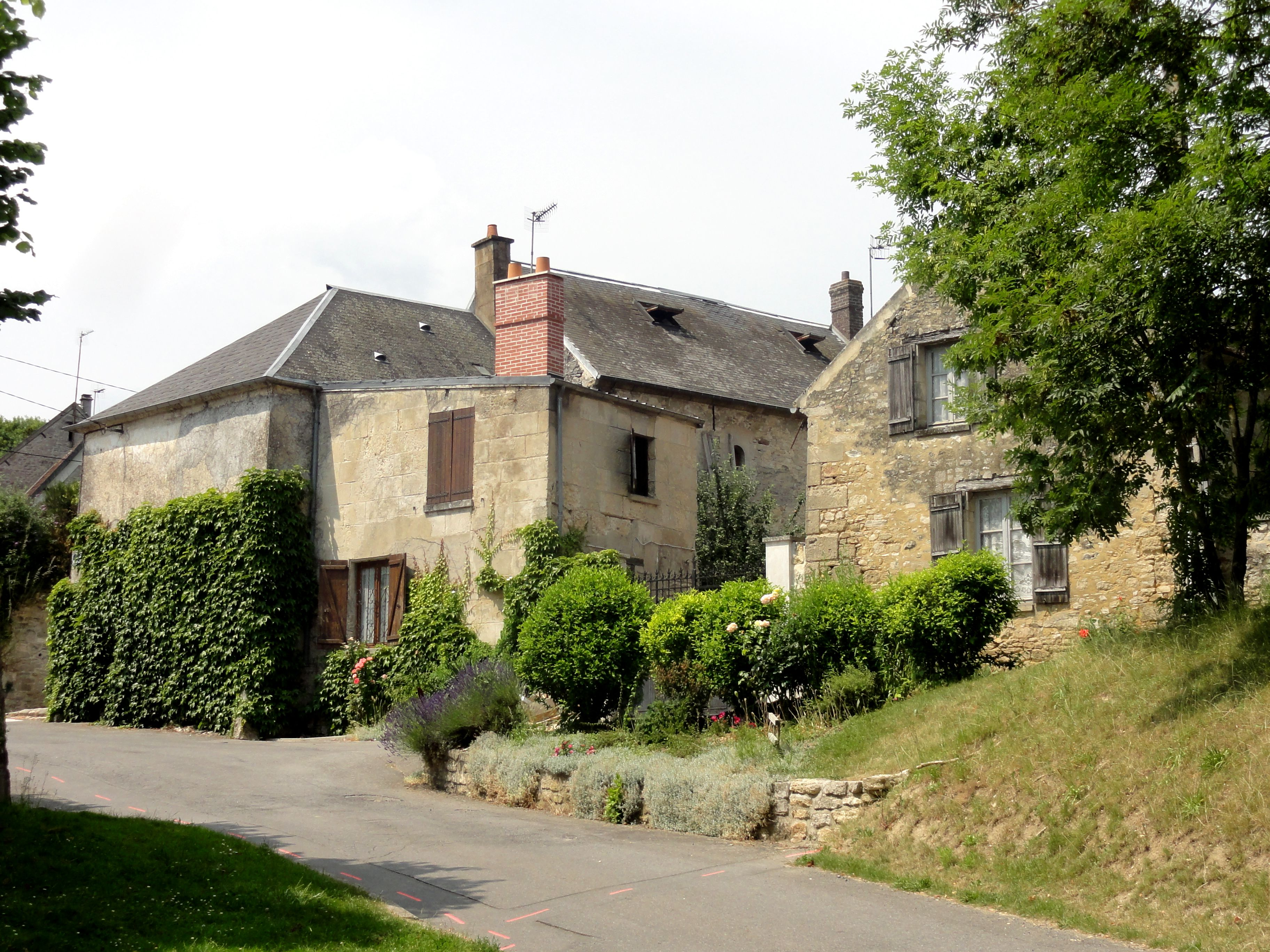
Bâti ancien, rue des Brébis.
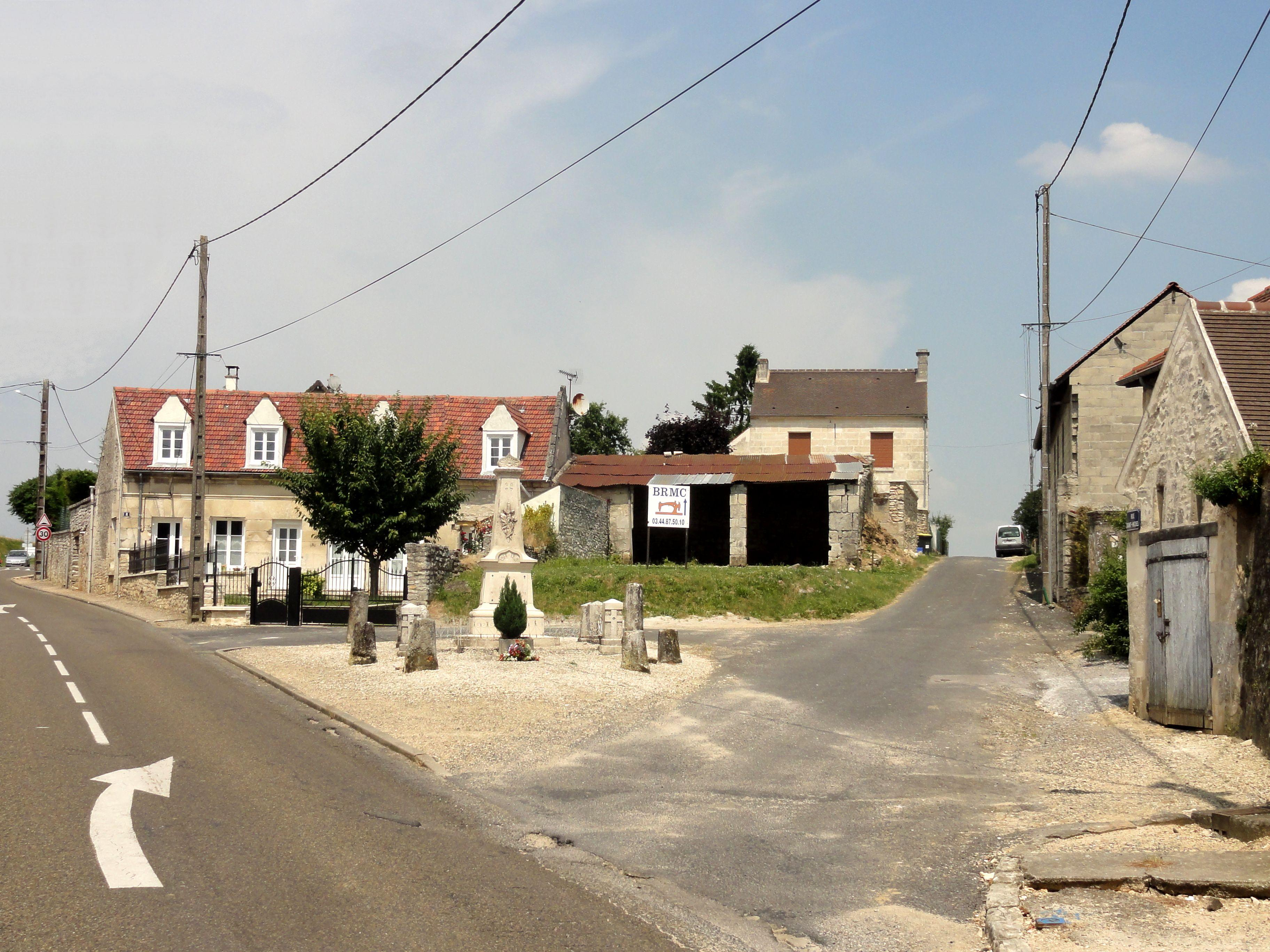
Monument aux morts.
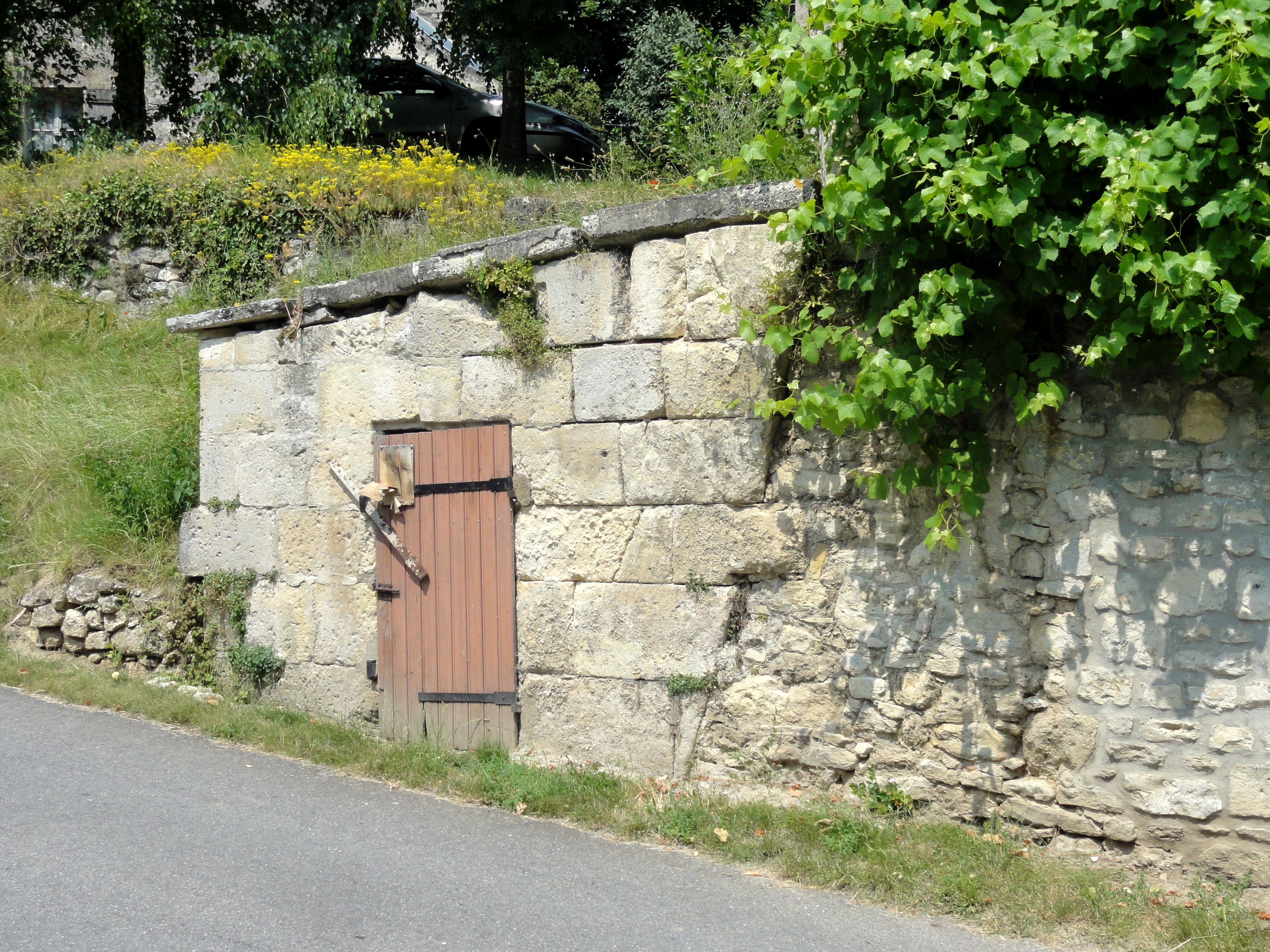
Cave extérieure, rue des Brébis.
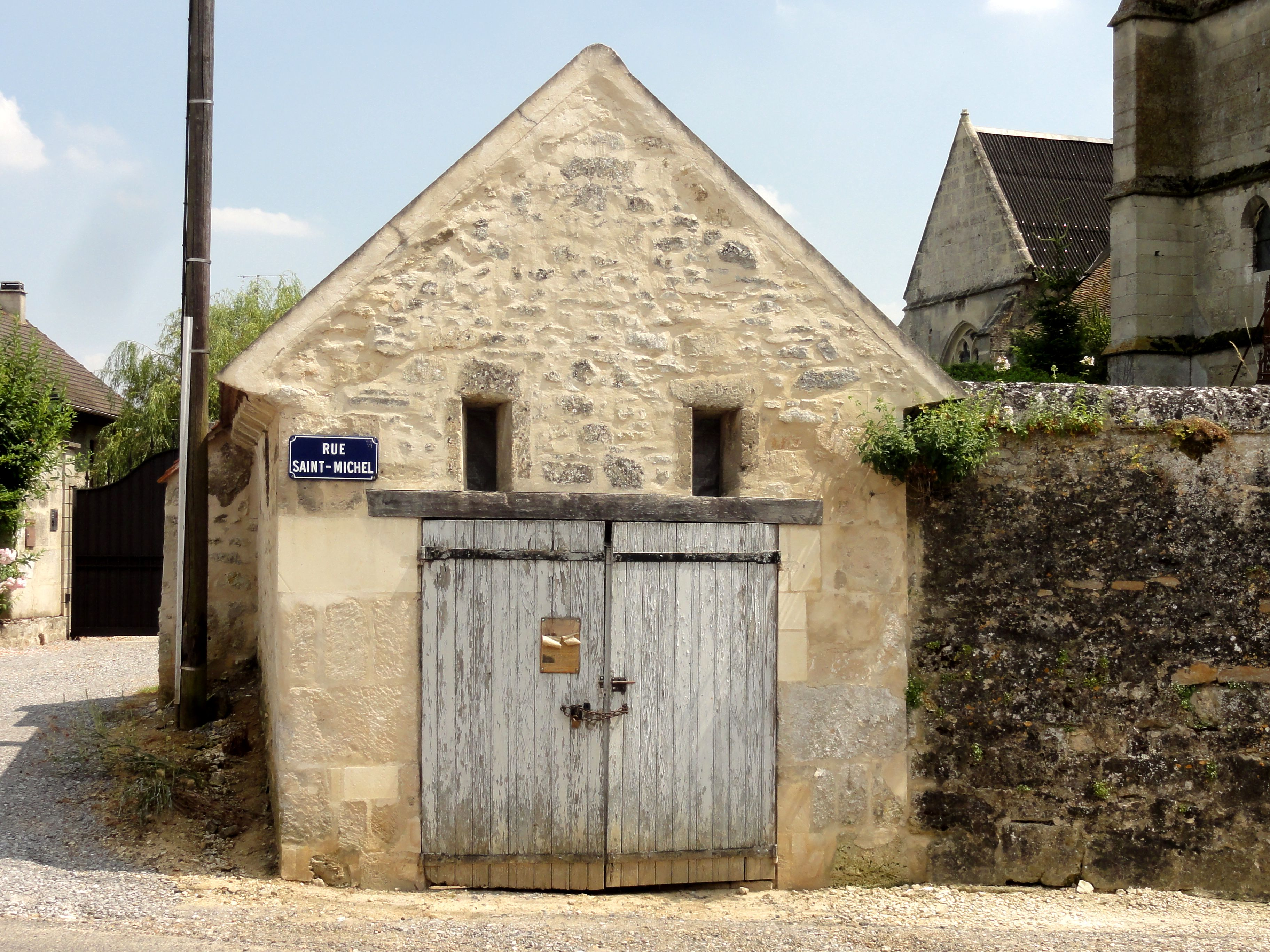
Ancienne remise à incendie.